# Jubao (köpinghuvudort i Kina, Heilongjiang Sheng, lat 47,89, long 124,18)
Jubao (kinesiska: 巨宝, 巨宝镇) är en köpinghuvudort i Kina. Den ligger i provinsen Heilongjiang, i den nordöstra delen av landet, omkring 300 kilometer nordväst om provinshuvudstaden Harbin. Antalet invånare är 18 632. Befolkningen består av 9 058 kvinnor och 9 574 män. Barn under 15 år utgör 15,0 %, vuxna 15-64 år 79 %, och äldre över 65 år 5,0 %.
Runt Jubao är det ganska tätbefolkat, med 192 invånare per kvadratkilometer. Närmaste större samhälle är Dongyang, 13,9 km norr om Jubao. Trakten runt Jubao består till största delen av jordbruksmark.
Genomsnittlig årsnederbörd är 700 millimeter. Den regnigaste månaden är juli, med i genomsnitt 211 mm nederbörd, och den torraste är januari, med 7 mm nederbörd.